# The New America
The New America es el undécimo álbum de estudio en la discografía de Bad Religion. Fue lanzado al mercado el 9 de mayo de 2000 por Atlantic Records, el último de la multinacional de Warner Music Group con Bad Religion. Tras 20 años de grabaciones alternando sesiones en California (en su etapa con Epitaph) y en Nueva York (con Atlantic), la banda se traslada al paradisíaco Hawái, más concretamente en la isla de Kauai, para grabar su disco número 11 en la mansión del productor Todd Rundgren.
Tras el maravilloso No Substance, los seguidores vuelven a ilusionarse con la banda ya que Brett Gurewitz regresa a Bad Religion aunque sólo sea para hacer de guitarra en la pista "Believe It". El sencillo promocional "New America", que da nombre al disco, es todo un éxito y coloca a la banda de Greg Graffin en el puesto 88 del Billboard 200 del año 2002.
Fue el último disco de Bad Religion con el baterista Bobby Schayer, que dejó la banda en 2001 debido a una lesión en el hombro.
El álbum fue reeditado por la discográfica Epitaph en septiembre de 2008.

## Listado de canciones
| N.º | Título                                | Escritor(es)      | Duración |  |
| 1.  | «You've Got a Chance»                 | Graffin           | 3:41     |  |
| 2.  | «It's a Long Way to the Promise Land» | Graffin           | 2:29     |  |
| 3.  | «A World Without Melody»              | Graffin           | 2:32     |  |
| 4.  | «New America»                         | Graffin           | 3:25     |  |
| 5.  | «1000 Memories»                       | Graffin           | 3:00     |  |
| 6.  | «A Streetkid Named Desire»            | Graffin           | 3:17     |  |
| 7.  | «Whisper in Time»                     | Graffin           | 2:32     |  |
| 8.  | «Believe It»                          | Graffin, Gurewitz | 3:41     |  |
| 9.  | «I Love My Computer»                  | Graffin           | 3:06     |  |
| 10. | «The Hopeless Housewife»              | Graffin           | 2:59     |  |
| 11. | «There Will Be a Way»                 | Graffin           | 2:53     |  |
| 12. | «Let It Burn»                         | Graffin           | 2:44     |  |
| 13. | «Don't Sell Me Short»                 | Graffin           | 3:58     |  |

| Japan and Europe bonus track |                 |          |  |
| N.º                          | Título          | Duración |  |
| 14.                          | «The Fast Life» | 2:01     |  |

| Japanese Version |                             |          |  |
| N.º              | Título                      | Duración |  |
| 15.              | «Queen of the 21st Century» | 4:17     |  |
| 16.              | «Pretenders»                |          |  |

## Créditos
- Greg Graffin - cantante
- Brian Baker - guitarra
- Greg Hetson - guitarra
- Jay Bentley - bajo
- Bobby Schayer - batería
- Brett Gurewitz - guitarra en "Believe It"
- Todd Rundgren - productor
- David Boucher - mezclas
- Bob Clearmountain - mezclas
- Christina Dittmar - diseño
- Olaf Heine - fotografía

- Datos: Q1895716